# Diecezja Dardżyling
Diecezja Dardżyling – diecezja Kościoła rzymskokatolickiego w północno-wschodnich Indiach, w  metropolii Kalkuty. Obejmuje dystrykt Dardżyling stanu Bengal Zachodni, stan Sikkim i państwo Bhutan. Została erygowana 8 sierpnia 1962 roku. Siedzibą biskupa diecezjalnego jest Dardżyling.